# Női 100 méteres gátfutás a 2013. évi nyári európai ifjúsági olimpiai fesztiválon
A 2013. évi nyári európai ifjúsági olimpiai fesztiválon az atlétikai versenyszámok közül a női 100 méteres gátfutás július 16.-án és július 18.-án rendezték Utrechtben.

## Selejtező
| H   | F | Név                                | Nemzet           | E     | Mj |
| --- | - | ---------------------------------- | ---------------- | ----- | -- |
| 1.  | 3 | Elizabeth Georgina Mcelroy Morland | Írország         | 13.77 | Q  |
| 2.  | 3 | Chloë Beaucarne                    | Belgium          | 13.95 | Q  |
| 3.  | 1 | Laura Valette                      | Franciaország    | 13.95 | Q  |
| 4.  | 2 | Elvira Herman                      | Fehéroroszország | 14.02 | Q  |
| 5.  | 3 | Nora Orduna Enparantza             | Spanyolország    | 14.04 | q  |
| 6.  | 2 | Jelena Grujic                      | Szerbia          | 14.12 | Q  |
| 7.  | 2 | Maryna Yachnik                     | Ukrajna          | 14.16 | q  |
| 8.  | 1 | Maayke Tjin A-Lim                  | Hollandia        | 14.19 | Q  |
| 9.  | 2 | Agnese Mulatero                    | Olaszország      | 14.30 |    |
| 10. | 3 | Melanie Richard                    | Svájc            | 14.33 |    |
| 11. | 3 | Jessica Rautelin                   | Finnország       | 14.39 |    |
| 12. | 1 | Polina Zhuravleva                  | Oroszország      | 14.40 |    |
| 13. | 1 | Adelina Mihaela Sandu              | Románia          | 14.45 |    |
| 14. | 1 | Ema Loparnik                       | Szlovénia        | 14.48 |    |
| 15. | 2 | Greta Pleckaityte                  | Litvánia         | 14.63 |    |
| 16. | 2 | Meryem Canakci                     | Törökország      | 14.71 |    |
| 17. | 2 | Hanna-Mai Vaikla                   | Észtország       | 14.78 |    |
| 18. | 1 | Karin Svrcková                     | Szlovákia        | 14.79 |    |
| 19. | 1 | Klaudia Siciarz                    | Lengyelország    | 15.03 |    |
| 20. | 3 | Tsampika-Nefeli Rammou             | Görögország      | 15.14 |    |
| 21. | 3 | Tina Laura Graudina                | Lettország       | 15.52 |    |

## Döntő
| H     | Név                                | Nemzet           | E     | Mj |
| ----- | ---------------------------------- | ---------------- | ----- | -- |
| Arany | Laura Valette                      | Franciaország    | 13.70 |    |
| Ezüst | Chloë Beaucarne                    | Belgium          | 13.77 |    |
| Bronz | Elvira Herman                      | Fehéroroszország | 13.92 |    |
| 4.    | Jelena Grujic                      | Szerbia          | 14.11 |    |
| 5.    | Maayke Tjin A-Lim                  | Hollandia        | 14.11 |    |
| 6.    | Maryna Yachnik                     | Ukrajna          | 14.22 |    |
| -     | Elizabeth Georgina Mcelroy Morland | Írország         | -     | DQ |
| -     | Nora Orduna Enparantza             | Spanyolország    | -     | DQ |